# Salema

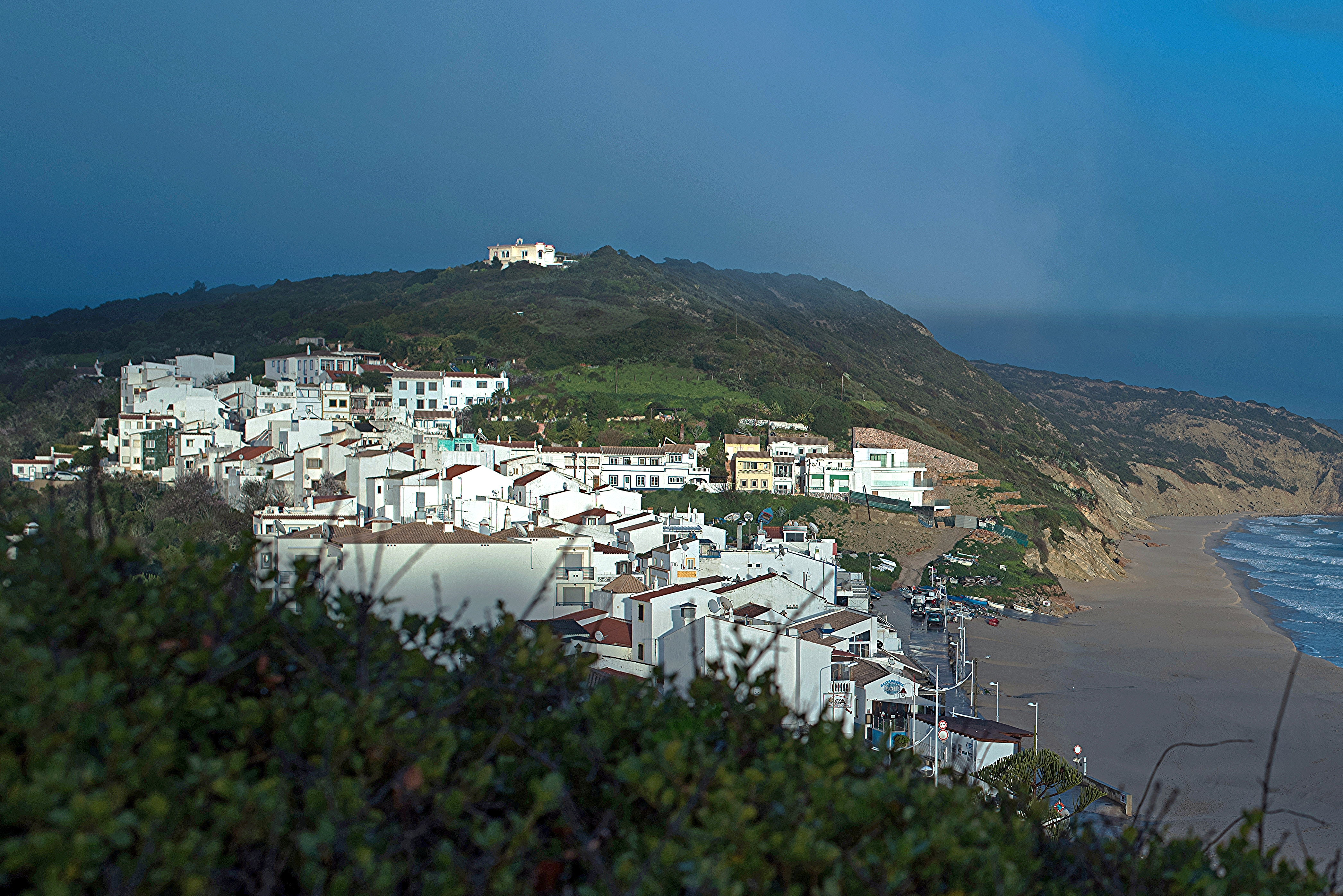
Salema beach solnedgång februari 2015

Salema är en ort i Algarve, Portugal, nära Vila do Bispo. Salema var ursprungligen en fiskeby och lokalt småskaligt fiske bedrivs fortfarande. Salema är nu också en populär höst och vår-destination för turister som söker en mer privat och väl bevarad ort med fint klimat.

## Galleri

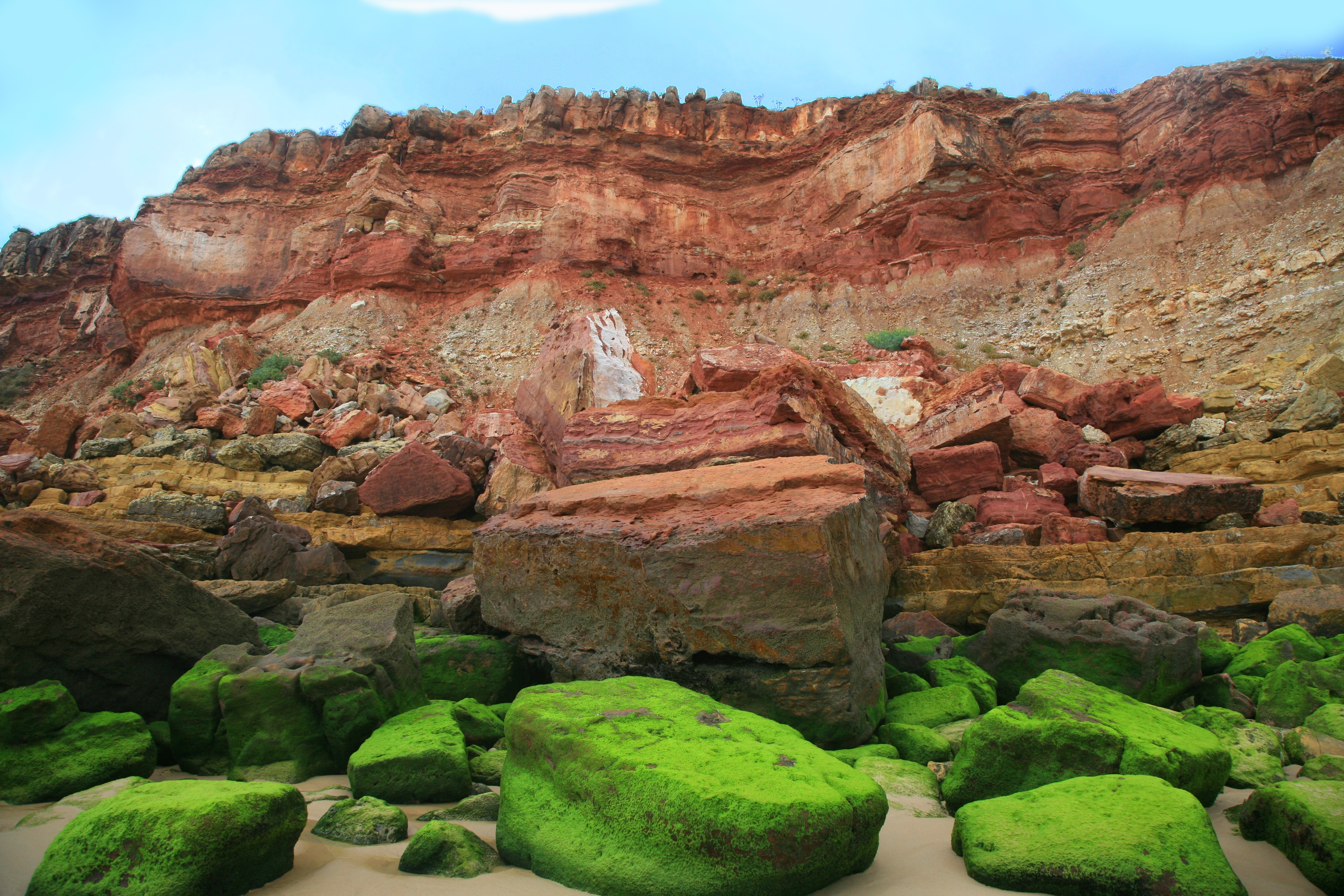
Low tide at Salema beach 2006
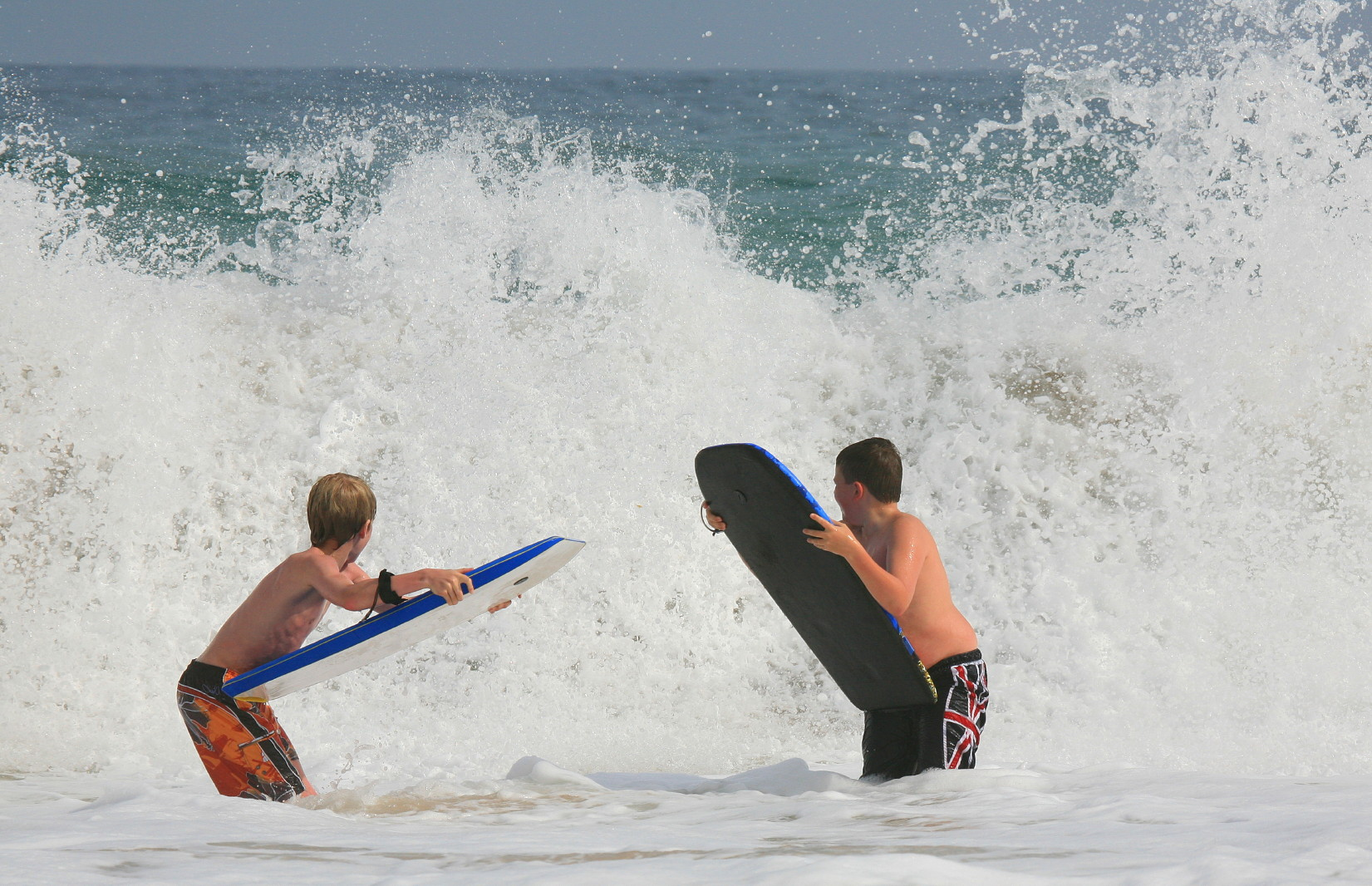
Bodyboarding vid Salema beach 2006
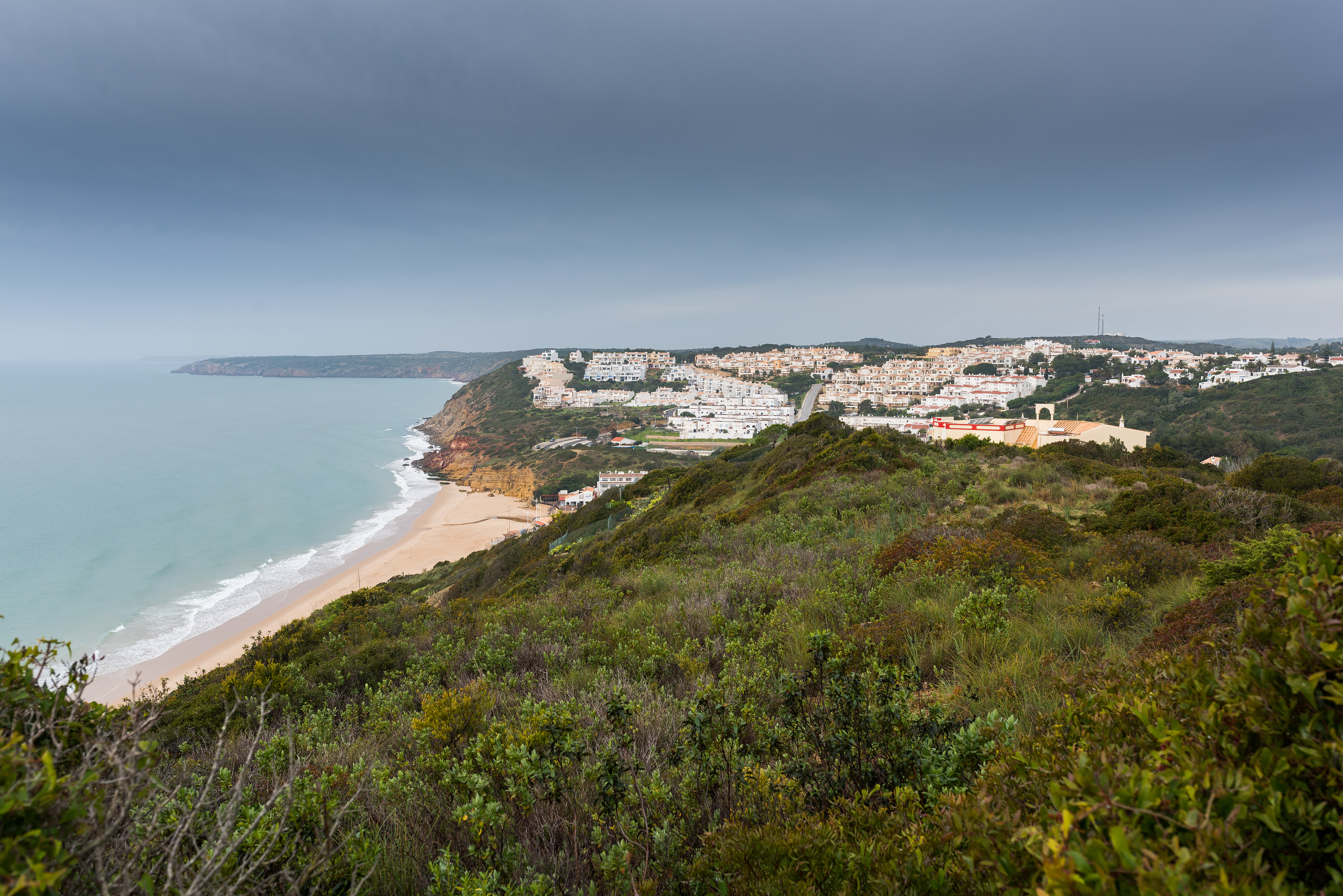
Salema beach februari 2015
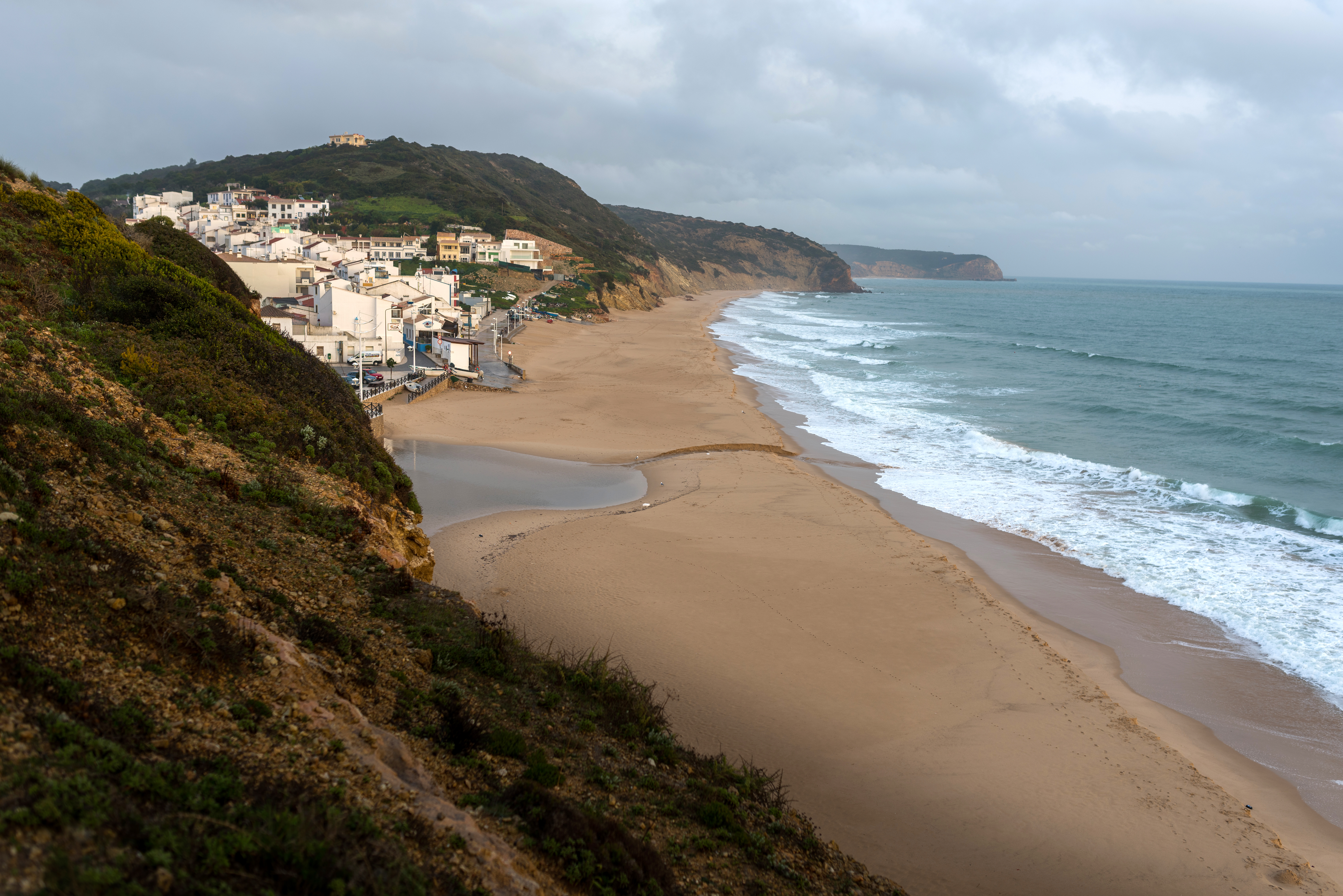
Salema beach februari 2015
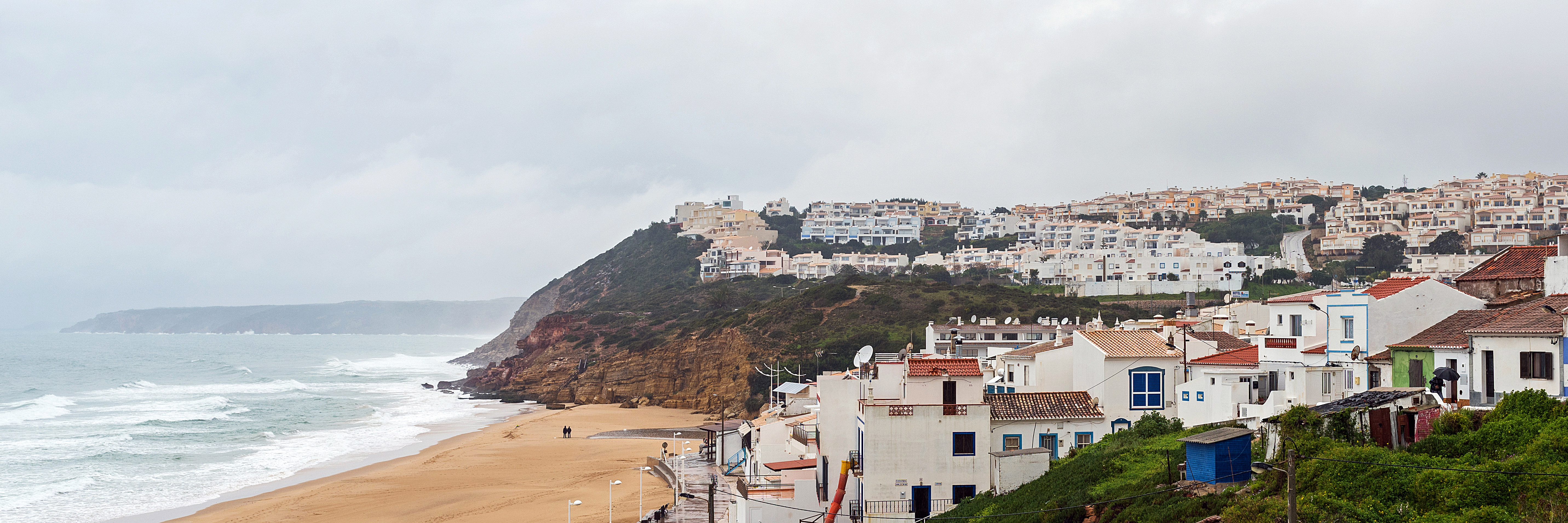
Salema beach februari 2015
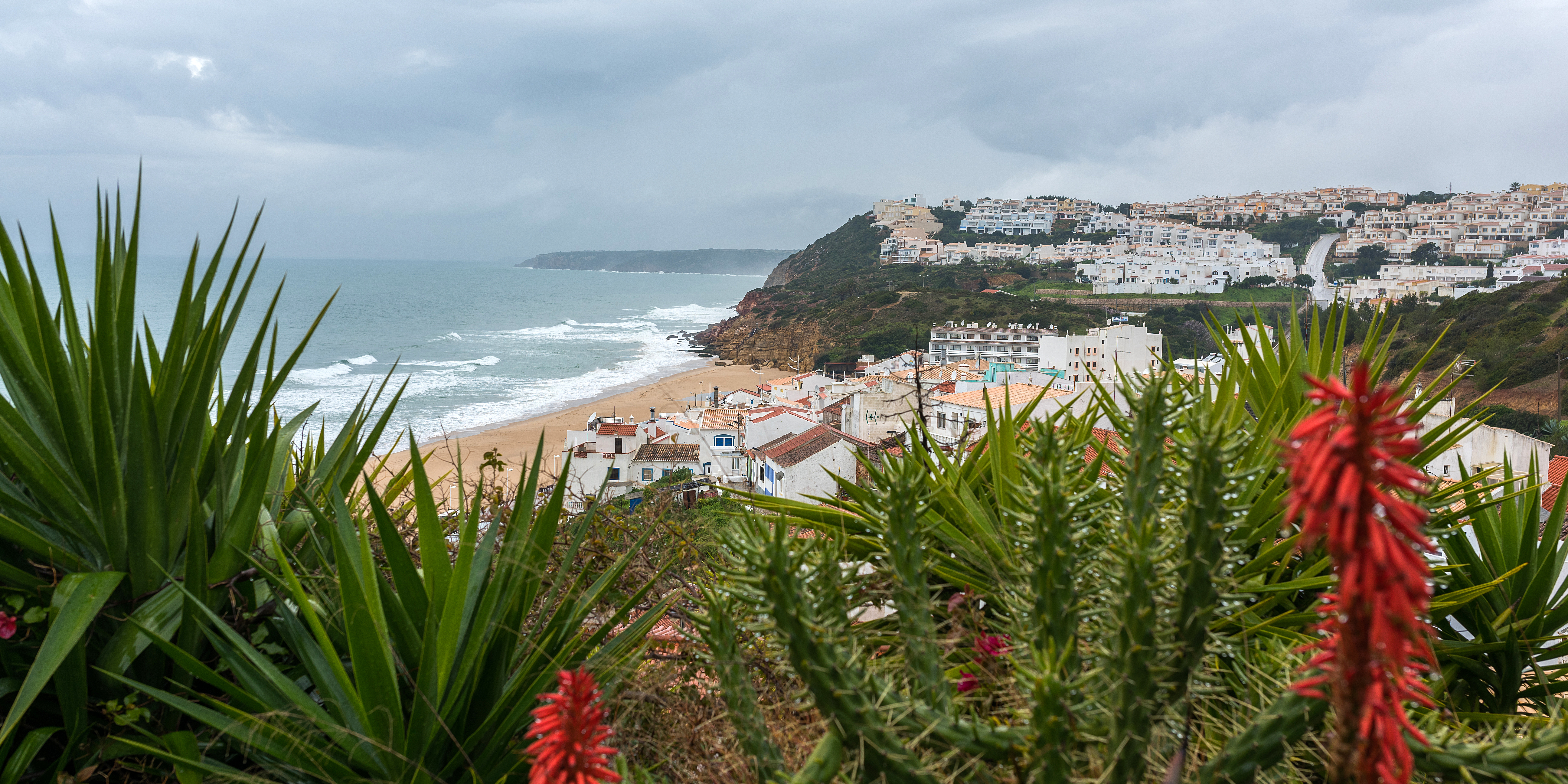
Salema beach februari 2015
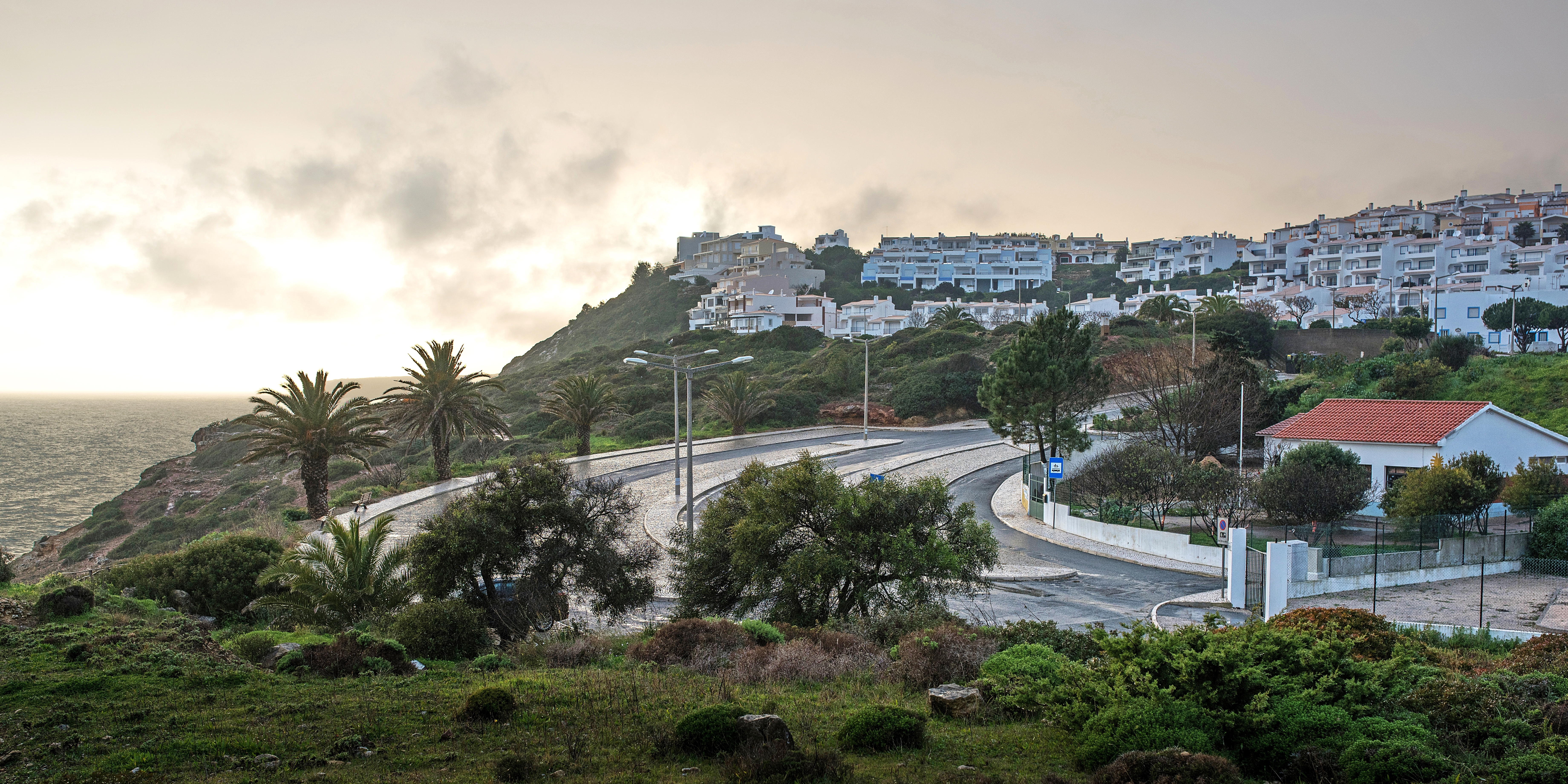
Salema beach februari 2015
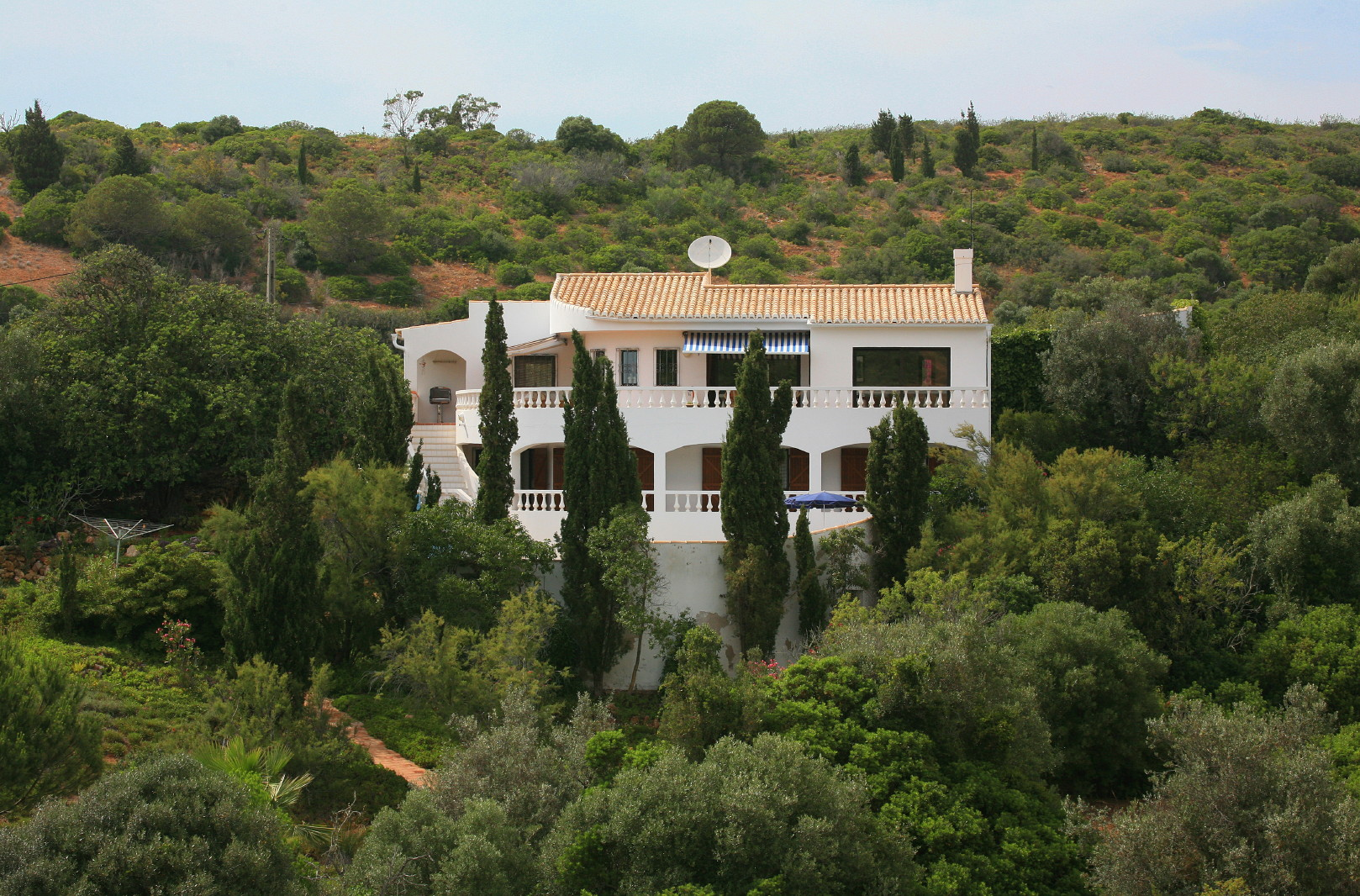
Villa vid Salema beach februari 2015
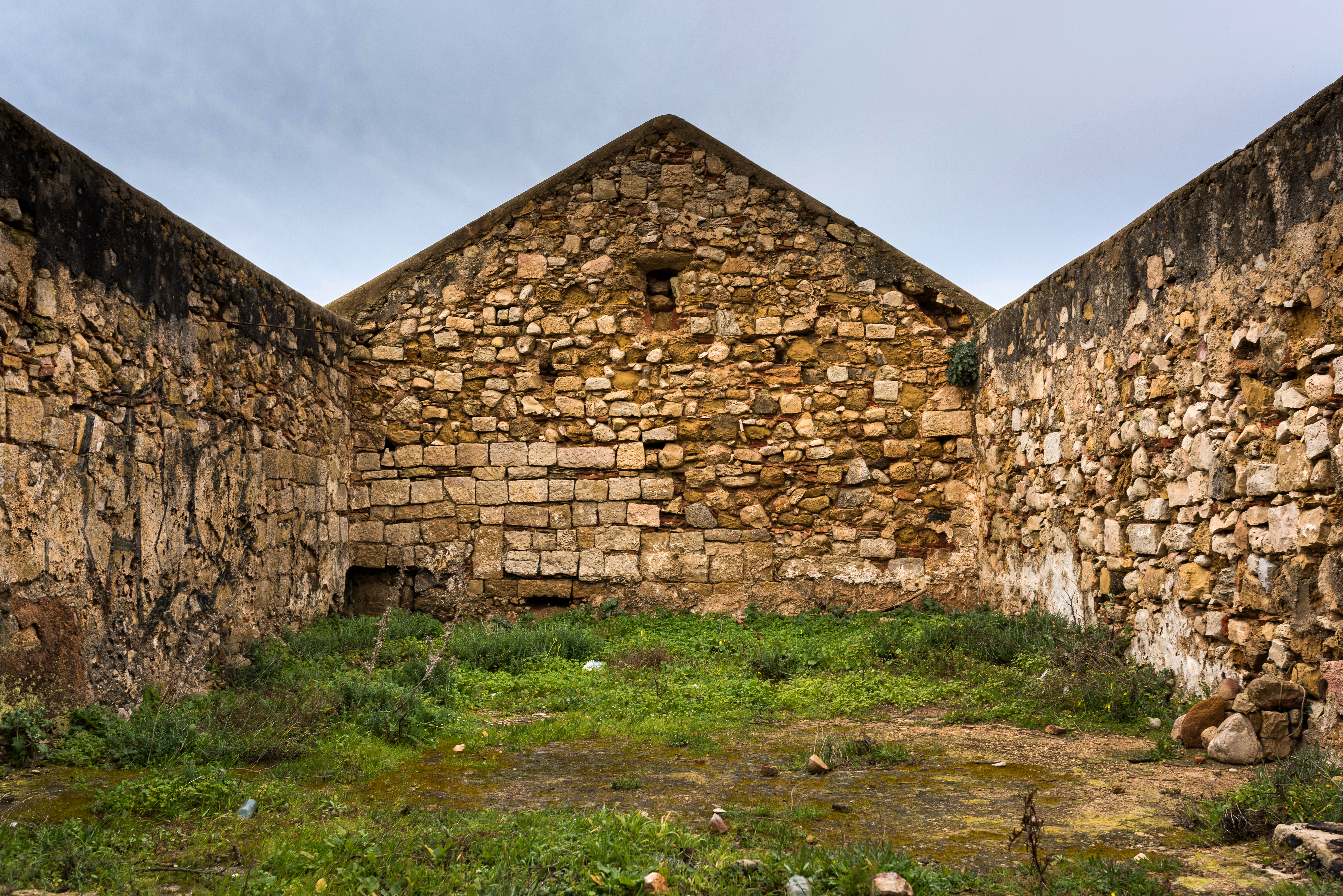
Husruin öster om Salema beach 2015
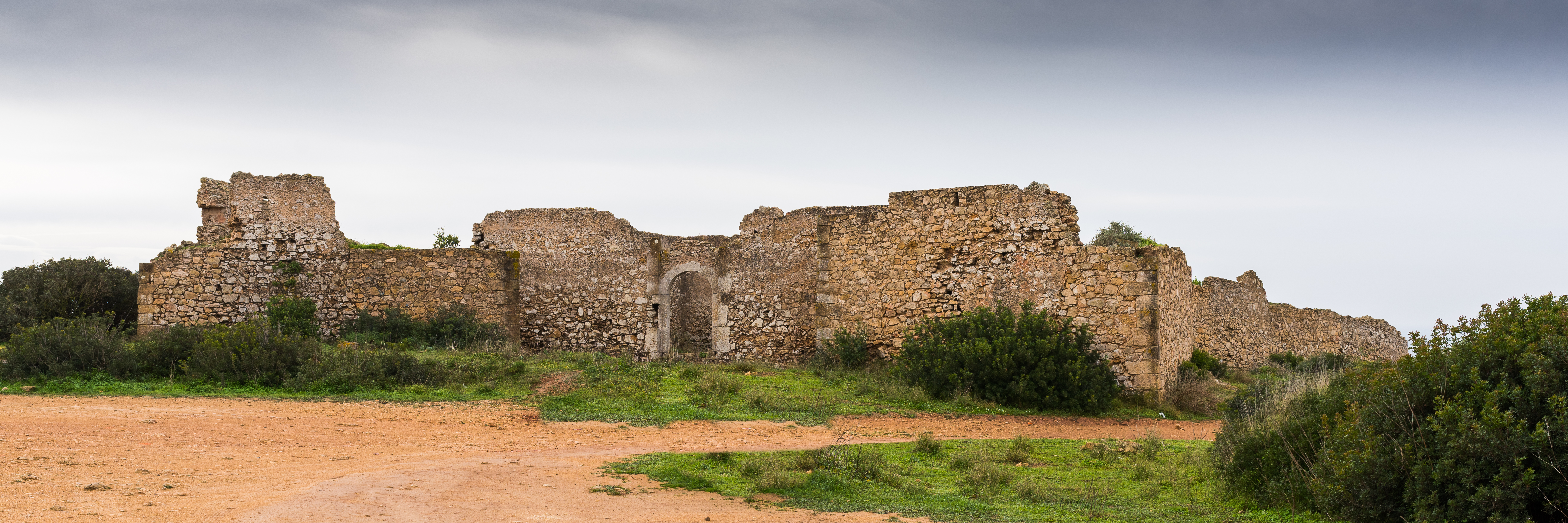
Husruin öster om Salema beach februari 2015
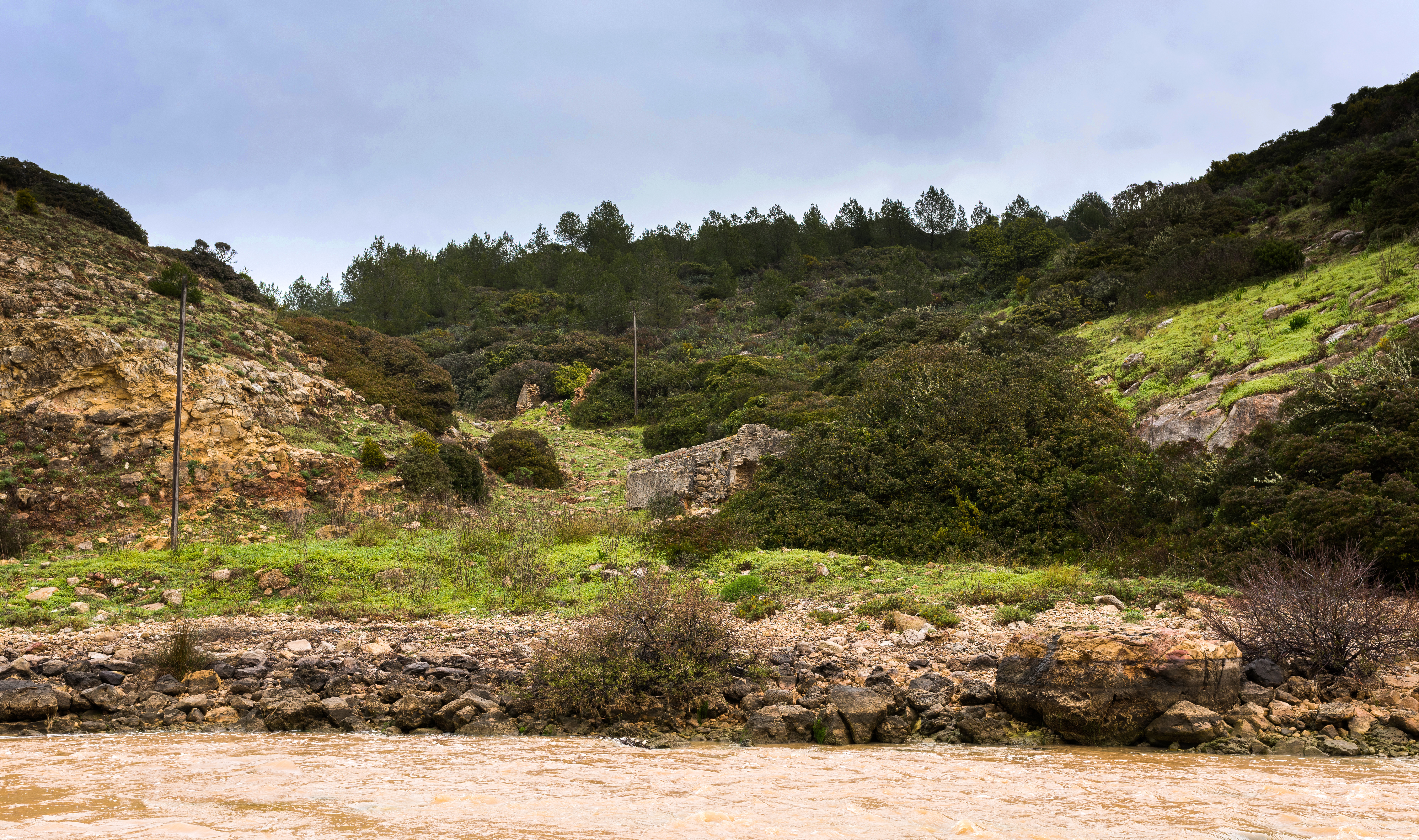
Husruin vid flodmynning öster om Salema beach 2015